# Zavarovana območja Južne Afrike
Zavarovana območja Južne Afrike vključujejo narodne parke in morska zavarovana območja, ki jih upravlja nacionalna vlada, javne naravne rezervate, ki jih upravljajo province in lokalne vlade, ter zasebne naravne rezervate, ki jih upravljajo zasebni lastniki zemljišč. Večina zavarovanih območij je namenjena ohranjanju rastlinstva in živalstva. Narodne parke vzdržujejo južnoafriški nacionalni parki (SANParks). Številni narodni parki so bili vključeni v čezmejna ohranitvena območja.
Zavarovana območja se lahko zavarujejo tudi zaradi njihove vrednosti in pomena kot zgodovinska, kulturna dediščina ali znanstvena območja. Več informacij o njih najdete na seznamu dediščine v Južni Afriki .

## Posebni naravni rezervati
Posebni naravni rezervati so visoko zavarovana območja, iz katerih so izključeni vsi ljudje in človekove dejavnosti, razen varstva in znanstvenih raziskav. Otoki princa Edvarda, ki so južnoafriška ozemlja v Južnem oceanu, so bili razglašeni za poseben naravni rezervat.

## Narodni parki
Sledijo narodni parki Južne Afrike:
- Narodni park Addo Elephant – park za ohranitev divjih živali v bližini Gqeberhe na vzhodnem rtu
- Narodni park Agulhas
- Narodni park Augrabies Falls – narodni park na Severnem rtu
- Narodni park Bontebok – narodni park blizu Swellendama v Zahodni Kaplandiji
- Narodni park Camdeboo – narodni park pri Graaff-Reinetu na vzhodnem rtu
- Narodni park Garden Route – Obalni narodni park
- Narodni park Golden Gate Highlands
- Narodni park Karoo – rezervat za divje živali na območju Velikega Karuja v Zahodni Kaplandiji v bližini mesta Beaufort West
- Čezmejni park Kgalagadi – čezmejno ohranitveno območje v Bocvani in Južni Afriki (deljeno z Bocvano)
- Krugerjev narodni park – prvi narodni park v Južni Afriki
- Narodni park Mapungubwe – narodni park v Limpopu, Južna Afrika
- Narodni park Marakele – narodni park, ki je del biosfere Waterberg v provinci Limpopo v Južni Afriki
- Narodni park Meerkat – narodni park okoli radioastronomskega objekta Square Kilometer Array na Severnem rtu (obiskovalci niso dovoljeni)
- Narodni park Mokala – rezervat na območju Plooysburga jugozahodno od Kimberleyja na Severnem rtu
- Narodni park gorska zebra – narodni park v provinci Vzhodna Kaplandija
- Narodni park Namaqua – južnoafriški narodni park v Namaqualandu na Severnem rtu
- Narodni park Mizasta gora – naravovarstveno območje na Kapskem polotoku v Cape Townu
- Narodni park Tankwa Karu – ohranitveno območje zahodno od Sutherlanda na zahodnem in severnem rtu
- Narodni park West Coast – naravni rezervat severno od Cape Towna v provinci Western Cape v Južni Afriki
- Čezmejni narodni park ǀAi-ǀAis/Richtersveld – čezmejni park v Namibiji in Južni Afriki (v skupni rabi z Namibijo)

## Čezmejna ohranitvena območja
Južna Afrika je vključena v naslednja čezmejna ohranitvena območja (TFCA), znana tudi kot parki miru.
- Čezmejni park Ai-Ais/Richtersveld – Čezmejni park v Namibiji in Južni Afriki – vključuje Richtersveld v Južni Afriki ter kanjon Ribje reke in Ai-Ais Hot Springs v Namibiji
- Čezmejni park Veliki Limpopo – Čezmejni park v Južni Afriki, Mozambiku in Zimbabveju – vključuje Krugerjev narodni park ter parka v Mozambiku in Zimbabveju
- Čezmejni park Kgalagadi – Čezmejno ohranitveno območje v Bocvani in Južni Afriki – vključuje nekdanji narodni park Kalahari Gemsbok v Južni Afriki ter narodni park Gemsbok in rezervat Mabuasehube v Bocvani
- Čezmejno ohranitveno območje Maloti-Drakensberg – mednarodni park v Lesotu in Južni Afriki – vključuje narodni park Golden Gate Highlands, naravni rezervat Sterkfontein Dam, park uKhahlamba Drakensberg in narodni park Royal Natal v Južni Afriki ter narodni park Sehlabathebe v Lesotu
- Čezmejno ohranitveno območje Greater Mapungubwe – Čezmejno ohranitveno območje v Južni Afriki, Bocvani in Zimbabveju – Narodni park Mapungubwe v Južni Afriki, Severni rezervat Tuli Game Reserve v Bocvani in območje Tuli Circle Safari v Zimbabveju
- Čezmejno ohranitveno območje Nsubane Pongola – Predlagano zavarovano območje v Južni Afriki in Esvatiniju – vključno z naravnim rezervatom Phongolo v Južni Afriki in različnimi kmetijami v Esvatiniju
- Čezmejno ohranitveno območje Songimvelo-Malolotja – Park miru v Južni Afriki – meja z Esvatinijem med Barbertonom in Piggovim vrhom – vključno z rezervatom Songimvelo Game Reserve v Južni Afriki in naravnim rezervatom Malolotja v Esvatiniju
- Čezmejno ohranitveno območje Usuthu-Tembe-Futi – skupina zavarovanih območij v južni Afriki – vključno z rezervatom Ndumo Game Reserve in parkom slonov Tembe v Južni Afriki, posebnim rezervatom Maputo v Mozambiku in rezervatom Usuthu Gorge Conservancy v Esvatiniju.
- Čezmejno ohranitveno območje Lubombo, ki vključuje Južno Afriko, Mozambik in Esvatini, naj bi se oblikovalo iz parka mokrišč iSimangaliso in TFCA Nsubane Pongola, Songimvelo-Malolotja in Usuthu-Tembe-Futi.

## Zavarovana morska območja
Zaščitena morska območja Južne Afrike
Zavarovana morska območja Južne Afrike so na območju obale ali oceana znotraj izključne ekonomske cone (EEZ) Republike Južne Afrike, ki je zaščitena v smislu posebne zakonodaje v korist okolja in ljudi, ki živijo v njej in jo uporabljajo. MPA je kraj, kjer lahko morsko življenje uspeva pod manjšim pritiskom kot nezavarovana območja. So kot podvodni parki in to zdravo okolje lahko koristi sosednjim območjem.
Po konsolidaciji je v južnoafriški izključni ekonomski coni skupaj 42 zaščitenih morskih območij s skupno površino 15,5 % njene izključne ekonomske cone (EEZ). Cilj je bil do leta 2020 zaščititi 10 % oceanskih voda. Vsi razen enega MPA so v izključni ekonomski coni ob celinski Južni Afriki, eden pa je ob Otokih princa Edvarda v Južnem oceanu. Brez velikega MPA Otokov princa Edvarda ima Južna Afrika 41 MPA, ki pokrivajo 5,4 % njene celinske izključne ekonomske cone. S tem sta dosežena cilj trajnostnega razvoja Združenih narodov 14.5 za ohranjanje morskih in obalnih območij ter Strateški načrt konvencije o biološki raznovrstnosti (CBD) za biotsko raznovrstnost 2011–2020 Aichi cilj 11.
Ljudje se lahko udeležijo širokega nabora nepotrošniških dejavnosti v vseh mariborskih območjih Južne Afrike, nekateri deli nekaterih območij uživanja pa so omejeni na potrošniške dejavnosti. Nekatere od teh dejavnosti zahtevajo dovoljenje, ki je oblika obdavčitve.
Svetovna zveza za varstvo narave (IUCN) opredeljuje zaščiteno morsko območje kot:
Jasno opredeljen geografski prostor, ki je priznan, namenjen in upravljan s pravnimi ali drugimi učinkovitimi sredstvi, da se doseže dolgoročno ohranjanje narave s povezanimi ekosistemskimi storitvami in kulturnimi vrednotami.<ref<["Protecting the ocean". www.marineprotectedareas.org.za. Retrieved 18 January 2019.</ref>
Od avgusta 2016 je bilo več kot 13.650 MPA, ki zajemajo 2,07 % svetovnih oceanov, pri čemer je polovica tega območja – ki obsega 1,03 % svetovnih oceanov – prejela popolno oznako »prepovedano sprejemanje«.

## Ramsarska območja
V Južni Afriki je 30 določenih ramsarskih območij:
- Barberspan
- Estuarij Berg
- Blesbokspruit
- Bot – Kleinmond Estuarine System
- Naravni rezervat otoka Dassen
- Naravni rezervat De Berg
- Naravni rezervat De Hoop
- Naravni rezervat De Mond
- Naravni rezervat Dyer Island
- Naravni rezervat False Bay
- Naravni rezervat Ingula
- Gorski rezervat Kgaswane
- Kosi Bay
- Jezero Sibhayi
- Zavarovano morsko območje Langebaan Lagoon
- Mokrišča Makuleke
- Naravni rezervat Middelpunt
- Natal Drakensberg Park
- Ndumo Game Reserve
- Naravni rezervat Ntsikeni
- Naravni rezervat Nylsvley
- Orange River Mouth
- Otoki princa Edvarda
- Naravni rezervat Seekoeivlei
- Sistem St Lucia|
- Zaščiteno morsko območje iSimangaliso|Plaže želv / Koralni grebeni Tongalanda
- Naravni rezervat Verloren Valei
- Reka Verlorevlei
- Wilderness Lakes
- Naravni rezervat uMgeni Vlei

## Unescova svetovna dediščina
Območja Unescove svetovne dediščine v Južni Afriki so zavarovana z Zakonom o svetovni dediščini (zakon 49 iz leta 1999). To so:
- Fosilna najdišča hominidov v Južni Afriki:
  - Sterkfontein – Arheološko najdišče v Gautengu
  - Swartkrans – Fosilna jama v Južni Afriki
  - Kromdraai – Zaščiten naravovarstveni park
- Kapsko floristično območje – najmanjše od šestih priznanih cvetličnih kraljestev na svetu zaščitenih območij
- Park mokrišč iSimangaliso – tretje največje zavarovano območje v Južni Afriki, ki obsega 280 km obale
- Kulturna krajina Mapungubwe – starodavno kraljestvo v porečju Limpopo-Shashe, severna kulturna pokrajina Južne Afrike
- Kulturna in botanična krajina Richtersveld – Puščava v Južni Afriki, kulturna in botanična krajina
- Otok Robben – otok v zalivu Table Bay, Zahodna Kaplandija
- Park Maloti-Drakensberg – gorovje v južnoafriškem parku
- Krater Vredefort – Največja preverjena udarna struktura na Zemlji, stara približno 2 milijardi let
- ǂKhomani kulturna krajina
- Gore Barberton Makhonjwa
- Človekove pravice, osvoboditev in sprava: Mesta zapuščine Nelsona Mandele
- Pojav sodobnega človeškega vedenja: pleistocenska naselitvena mesta Južne Afrike

## Unescovi biosferni rezervati Južne Afrike
- Biosferni rezervat Kogelberg – zavarovano območje v provinci Zahodna Kaplandija
- Biosferni rezervat Cape West Coast
- Biosferni rezervat Waterberg
- Biosferni rezervat Kruger to Canyons – Zavarovano območje v severovzhodnem delu Južne Afrike
- Biosferni rezervat Cape Winelands – zavarovano območje v Zahodnem Capu v Južni Afriki
- Biosferni rezervat Vhembe
- Biosferni rezervat Gouritz Cluster – zavarovano območje v južnem delu Južne Afrike
- Biosferni rezervat Magaliesberg – biosferni rezervat v provincah severozahod in Gauteng
- Biosferni rezervat Garden Route
- Biosferni rezervat Marico